# 1757 w literaturze
Wydarzenia literackie w 1757 roku.

## Nowe książki
- zagraniczne
  - Thomas Gray - Odes

## Nowe dramaty
- polskie
  - Franciszek Bohomolec - Paryżanin polski

## Nowe prace naukowe
- zagraniczne
  - Carl Alexander Clerck - Svenska spindlar